# Schloss Lubowitz
Das Schloss Lubowitz (polnisch Pałac Eichendorffów) liegt in Lubowitz in der Landgemeinde Rudnik im Powiat Raciborski der Woiwodschaft Schlesien in Polen. Es ist seit März 1945 durch Artilleriebeschuss der Roten Armee, Brandschaden, Vandalismus und Witterung zu einer Wüstung mit der Ruine des Herzoglich Ratiborschen Schlosses geworden.

## Geografie
Die Landschaft ist durch den Fennoskandischen Eisschild gestaltet worden und ist eine postglaziale, hügelige, bewaldete Grundmoräne, die im Einzugsgebiet der Oder liegt. Die Umgebung von Lubowitz ist der südöstlichste Teil des Schlesischen Tieflands. Im Westen liegt das Oppagebirge, im Norden das Oberschlesische Hochland und im Süden die Mährische Pforte und weiter Mähren.
Die Schlossruine und die Wüstung liegen am linken Ufer der oberen Oder im Südosten der Woiwodschaft Schlesien. Die Entfernung zum Dorf Lubowitz beträgt etwa einen, nach Racibórz-Mitte 13 und nach Rybnik 30 Kilometer. Die Woiwodschaftshauptstadt Katowice ist 84 Kilometer entfernt.

## Geschichte
Das Gebiet gehörte seit dem Jahr 1173 zum neu geschaffenen Herzogtum Ratibor. Im Jahr 1327 wurde es von Herzog Lestko als ein Lehen der Krone Böhmen unterstellt, die ab 1526 die Habsburger innehatten. Im Jahr 1532 fiel das Herzogtum Ratibor an die Krone Böhmen zurück. Nach dem Ersten Schlesischen Krieg fiel Lubowitz im Jahr 1742 mit dem größten Teil Schlesiens an Preußen. Als Folge des Zweiten Weltkriegs kam das Gebiet des vormaligen Herzogtums Ratibor im Frühjahr 1945 zu Polen und der Ort heißt seitdem Łubowice.

### Lubowitz
Der Ortsname wurde erstmals als „Kirchenort Albowitz“ im Jahr 1376 urkundlich erwähnt; danach gab es auch die Ortsnamen Lbowic, Olbowitz und Elbowitz. Im Jahr 1489 verkauften Georg und Johann von Lbowic das Dorf an Waniek Hossek aus Gregorowitz. Von 1646 bis 1723 besaßen es Adam, dann Franz und Edmund Jaroslav Lichnowsky aus Woschczytz. Letzterer verkaufte Lubowitz 1723 an Anton Ferdinand Harassowsky von Harras. Hans Wilhelm Josef von Harass verkaufte es im Jahr 1756 an Gottlieb Rudolf Gusnar aus Komorno und dieser veräußerte es 1765 an Eleonore und Karl von Kloch.
Von 1784 bis 1822 war Lubowitz rund 38 Jahre im Besitz der Familie Adolph von Eichendorff. Im Jahr 1823 ersteigerte es Oberlandesgerichtsrat Wilhelm Zölmer, dann kaufte Karl Wichura im Jahr 1839 Lubowitz und verkaufte es an Salomon Meyer von Rothschild. Im Jahr 1852 erwarb Viktor Moritz Karl Erbprinz zu Hohenlohe-Schillingsfürst (seit 1840 Victor I. Herzog von Ratibor) Lubowitz für 51.000 Taler. Anschließend blieb der Gutsbezirk Lubowitz rund 93 Jahre im Besitz der Herzoge von Ratibor, die in dem säkularisierten Kloster Rauden lebten. Bei einer Feuersbrunst im Jahr 1825 wurde der Dorfkern völlig zerstört. Das Anwesen mit einer Fläche von 1003 Morgen war im Jahr 1873 an den Hauptmann a. D. Zawadski verpachtet. Nach dem Tod des Vaters im Jahr 1893 erbte es Victor II. Amadeus von Ratibor. Sein Sohn Victor III. von Ratibor war Besitzer von 1923 bis März 1945.

### Im Besitz derer von Eichendorff 1784–1822

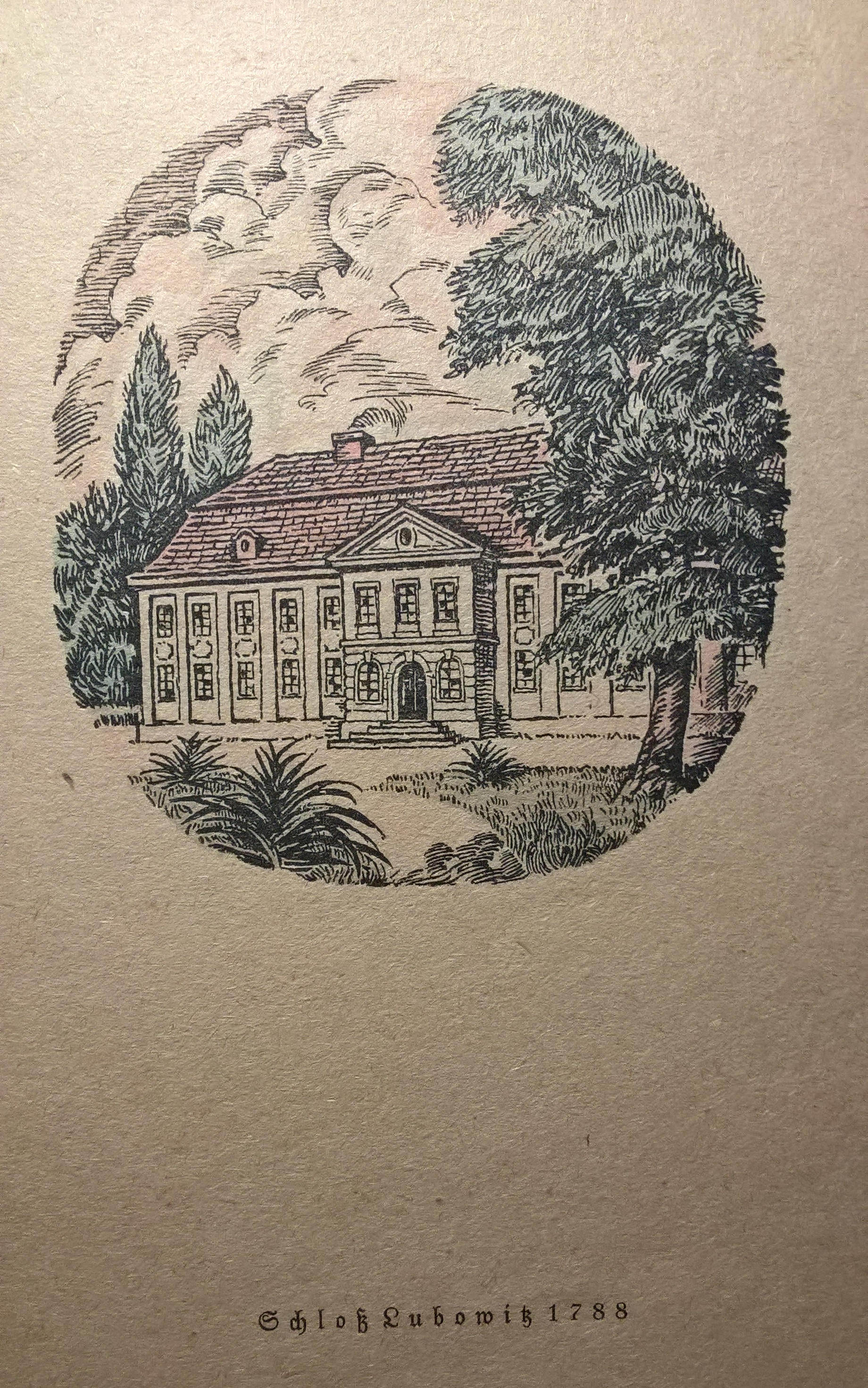
Schloß Lubowitz 1788

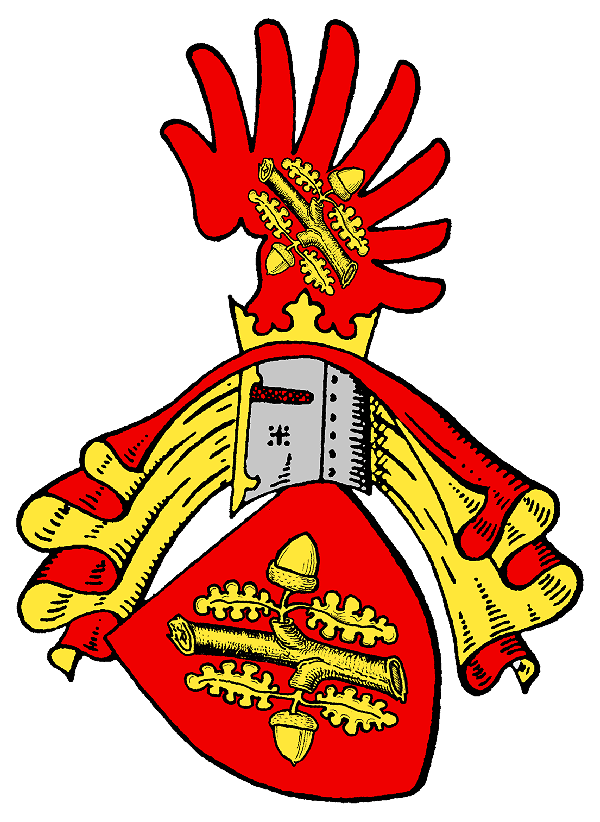
Wappen derer von Eichendorff

Nach dem Dreißigjährigen Krieg kam Hartwig Erdmann von Eichendorff aus Zerbow in das Herzogtum Troppau und erbte im Jahr 1667 die Güter in Deutsch-Krawarn und Kauthen bei Troppau. Sein Nachfahre in sechster Generation Adolph Rudolph von Eichendorff wurde am 9. Januar 1756 in Deutsch-Krawarn geboren. Als Elfjähriger verlor er seinen Vater. Im Jahr 1777 wurde er volljährig und diente später beim Falkenhaynschen Füsilierregiment. Im Jahr 1782 verkaufte er die Güter in Deutsch-Krawarn, die seit über 155 Jahren der Stammsitz der schlesisch-mährischen Eichendorffs waren, an den Oberhofmarschall Anton Schaffgotsch. Im Jahr 1783 kaufte er für 26.000 Taler von dem königlich-preußischen Major Karl Wenzel vom Kloch, der 1784 sein Schwiegervater wurde, den Ackerbaubetrieb Radoschau bei Kosel. Im Jahr 1784 beendete er den Militärdienst und heiratete am 23. November die achtzehnjährige Karoline Freiin von Kloch, Tochter des Karl Wenzel von Kloch und seiner Frau Marie Eleonore, geborene von Hayn. Der Ehe entstammten sieben Kinder, davon erreichten lediglich drei das Erwachsenenalter: Wilhelm, Joseph und die Tochter Luise von Eichendorff als jüngstes Kind. Am 23. August 1785 erwarb er von seiner Schwiegermutter für 41.000 Taler das Gut Lubowitz, das sie bereits im Jahr 1765 im „verwüsteten Zustand“ gekauft hatte. Baron Adolph von Eichendorff gehörte zum böhmisch-schlesischen Landadel und war Freiherr, Feudalherr, Gutsherr und Leibherr. Das Dorf Lubowitz lag etwa zehn Kilometer nordwestlich von Ratibor, am linken Ufer der Oder.
Südlich des Dorfes, auf einer Anhöhe, stand das Herrenhaus mit Parkanlage, „Grasbank“, „Hasengarten“ und einem Teich. Der Gesamtpreis für Radoschau und Lubowitz in Höhe von 67.000 Talern wurde zu einem Viertel durch Eigenkapital, das aus dem Verkauf der Eichendorffschen Güter in Deutsch-Krawarn stammte, beglichen. Als Kapitaldienst waren für Lubowitz und Radoschau 2500 Taler jährlich aufzubringen. Dazu kam von 1785 bis 1786 die Fortsetzung des aufwendigen Umbaus des Herrenhauses.
In der ersten Abschätzung vom Oktober 1801 wird im Taxatorenbericht das freiherrliche Gutshaus als ein herrschaftlicher, massiv gemauerter Wohnbau mit zwei Etagen in vollkommen gutem Zustand beschrieben. Im Erdgeschoss befanden sich sechs Zimmer, ein großer Saal und eine Speisekammer. Eine Treppe führte empor zum Obergeschoss mit sieben Zimmern. Neben dem Herrenhaus standen ein gemauertes Nebenhaus mit vier Zimmern und einem Gewölbe sowie einem Durchgang zum Hauptgebäude, ein gemauertes Waschhaus mit einigen Stuben, ein Küchengebäude, genannt „Küchel“, samt einer Stube für die Bediensteten sowie eine gemauerte Kutschen- und Wagenremise. Abseits von dem Herrensitz lag ein großer Ziergarten mit einem Sommerhaus und am Abhang zur Oder ein großer Obstgarten. Nach den Taxatoren betrug der Wert des Gutes 21.286 Taler, damit weit unterhalb des Kaufpreises von 41.000 Talern. Bei der Abschätzung im Februar 1817 wurde ein Wert von 31.177 Talern ermittelt, noch unter dem Kaufpreis von 1785.

„Im südlichen Zipfel von Oberschlesien, dort wo es allmählich ins Böhmische und Mährische übergeht, lag einst das freiherrliche Schloss Lubowitz. (…) Ein ländlicher Herrensitz des 18. Jahrhunderts, schmucklos, aber hell und geräumig, umgeben von einer Parkanlage mit grünen Laubengängen und einem schattigen Obstgarten, dessen sanfte Hänge zur Oder abfielen (…) Das Eichendorffsche Gut Lubowitz verfügte über ausgedehnte Stallungen, Speicher und Wohngebäude für die zahlreichen Bediensteten, vom Herr Verwalter abwärts bis zu den „erbuntertänigen“ Bauern und dem einfachen Hofgesinde. (…)
Eichendorffs Vater hatte Schloss Lubowitz erst drei Jahre vor Josephs Geburt von seinem Schwiegervater erworben und zum Hauptsitz des Geschlechts gemacht. (…) die Gutsherrschaft residierte in ihrem prächtigen, großräumigen Herrenhaus, großspurig „Schloss“ genannt, aber natürlich eher praktisch auf das agrarische Interesse hin erbaut (…) Eichendorffs Vater besaß in Lubowitz 240 Hektar Land, zahlreiche Menschen waren von ihm abhängig. Im Dorf Lubowitz lebten 68 Leute (d. h. Haushaltsvorstände mit ihren Familien), darunter 25 Gärtner (d. h. Kleinbesitzer).“

Adolph von Eichendorf kaufte und verkaufte Güter weiter. Im Jahr 1791 verkaufte er Radoschau, das er bereits 1783 gekauft hatte, seinem Bruder Rudolph. Sieben Jahre später kaufte er es zurück. Im Jahr 1795 kaufte er das Rittergut Slawikau mit Grzegorzowitz, Oderwald, Gurek und Summin für 106.000 Taler und 1791 die Herrschaft Tost-Peiskretscham. Als er mit dem Verkauf der Herrschaft Tost im Jahr 1797 einen Gewinn von 250.000 Talern erzielte, reichte dies nicht aus, um die Hypotheken zu bedienen. Am 19. Juni 1801 flüchtete Adolph von Eichendorff vor den Gläubigern. Seine Reise begann in Breslau, führte über Berlin, Hamburg, Prag, Berlin, Dresden, Wien und endete nach über acht Monaten in Schillersdorf. Als sich die Rückzahlung eines Darlehens in Höhe von 20.000 Talern verzögerte, erhob die Schwester Sophie von Kaminietz am 9. Juli 1801 Klage beim Gericht in Brieg. Alle Güter Adolphs von Eichendorff kamen in die Zwangsverwaltung. Als Napoleon über Preußen 1807 siegte, wurde der Vollstreckungsstillstand angeordnet.
Zum Martinitag 1810 wurden Untertänigkeit und Leibeigenschaft in Preußen abgeschafft. Gegen die drohende Zwangsvollstreckung erreichte Adolph von Eichendorff eine Verlängerung des Generalmoratoriums bis 1814. Der Konkurs konnte noch bis zum Jahr 1818 hinausgezögert werden. Als Adolph von Eichendorff am 27. April 1818 verstarb, behielt Karoline von Eichendorff mit der Tochter Luise das Gut Lubowitz als Witwensitz auf Lebenszeit. Die Abschätzung im Jahr 1821 stellte den Wert des Gutes auf 56.867 Taler fest. Nach dem Tod der Mutter am 15. April 1822, die in Lubowitz über vier Jahrzehnte gelebt hatte, verließ Luise von Eichendorff Oberschlesien für immer. Das Gut Lubowitz wurde im Jahr 1823 zwangsversteigert.
Wilhelm und der 18 Monate jüngere Joseph von Eichendorff wurden von dem Hauslehrer Kaplan Bernhard Heinke im Herrenhaus in Lubowitz unterrichtet. Am 5. Oktober 1801 verließen sie Lubowitz und reisten mit der Mutter und Kaplan Heinke nach Breslau. Den ersten Unterricht im katholischen Matthias-Gymnasium besuchten sie am 16. Oktober 1801. Damit begann die elfjährige Ausbildungsphase der beiden in Breslau, Halle und Heidelberg, die im Frühjahr 1812 in Wien endete. Zwei Wochen Winterferien und zwei Monate Sommerferien verbrachten sie in Lubowitz. Als die Universität in Halle auf Befehl Napoleons im Oktober 1806 geschlossen wurde, blieben sie neun Monate in Lubowitz, bevor ab Mitte Mai 1807 das weitere Studium in Heidelberg möglich war.
Als Wilhelm und Joseph nach Lubowitz im Herbst 1817 anreisten, traf sich die Familie von Eichendorff zum letzten Mal in Lubowitz. Joseph von Eichendorff, der Lubowitz bereits 1801 mit 13 Jahren zu seiner Ausbildung verlassen hatte, besuchte nach 1817 seinen Geburtsort nie mehr. Auch seine Kinder Hermann, Rudolf und Marie Therese waren niemals in Lubowitz. Die verwaiste Luise verließ mit 18 Jahren Lubowitz im Jahr 1822 auf immer. Im Herbst 1834 reiste Wilhelm von Eichendorff mit Ehefrau von Tirol nach Ratibor und besuchte das Herrenhaus und die Grabstätten in Lubowitz. Die Brüder von Eichendorff erbten das Gut Lehn-Sedlnitz in Mährisch-Schlesien, das außerhalb des Zugriffs der Gläubiger lag.

### Im Besitz der Herzöge von Ratibor 1852–1945

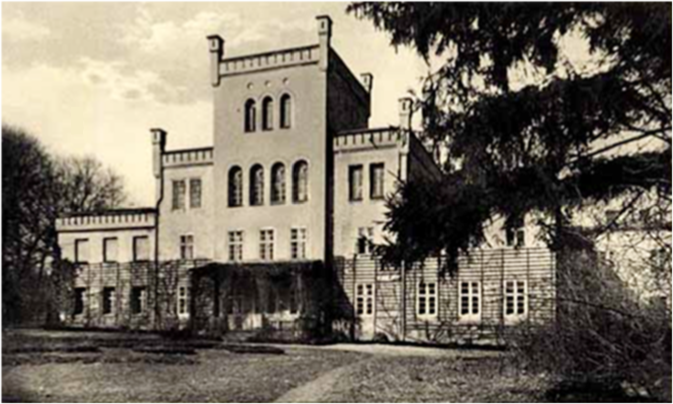
Das Herzoglich Ratiborsche Schloss im Tudorstil in Lubowitz nach dem Umbau in den 1860er Jahren

Seit dem Jahr 1852 war Lubowitz im Besitz von drei Generationen der Herzöge von Ratibor. In den Jahren von 1858 bis 1862 erfolgte der umfangreiche Umbau des Herrenhauses im Tudorstil, einem aus Elementen der Spätgotik und der deutschen und italienischen Renaissance gemischten Baustil von 1530 bis zum Anfang des 17. Jahrhunderts. Nach dem Umbau erinnerte wenig an das ehemalige schlichte eichendorffsche Herrenhaus, das auch „Schloss“ genannt wurde.

„Auch in Lubowitz stand bis dahin nur ein kleines Gutshaus, das nunmehr durch ein stattliches Herrenhaus ersetzt wurde. Es liegt ungefähr in der Mitte der sich nach der Oder zu vorwölbenden Anhöhe und wendet sich mit den Fronten nach dem Dominium und dem Park. Es war ein klar durchgegliederter Bau, der schlichte Würde mit ländlicher Behaglichkeit vereinte. Er erhob sich nicht selbstherrlich über seine Umgebung, sondern verschmolz mit der Landschaft zu einer naturgemäßen Einheit. (…) Bereits 1823 ging das Gut in andere Hände über, so daß sich seitdem das Aussehen der Innenräume vielfach gewandelt hat. Von der ursprünglichen Ausstattung ist jetzt lediglich nur eine schmiedeeiserne Tür im Keller zu erwähnen, die auf der Vorderseite in einem viergeteilten, stark verrosteten Schild u. a. das Wappen der Eichendorffs enthält. (…) Fast unberührt seit Eichendorffs Zeiten liegt vor der Südseite des Schlosses wie ein stimmungsvoller Ausklang des Baukörpers der Schloßpark, zu dem eine zungenförmig einschneidende Wiese überleitet. Seine naturgegebenen Grenzen sind die abfallende Ost- und Südseite; vom Tanzsaal aus ist ihm durch einen breiten Laubengang eine feste Achse gegeben, durch die der Park von dem sich westlich anschließenden Obstgarten getrennt wird. Nach Süden öffnet er sich und fließt über in das, als seine Fortsetzung gedachte, weit sich ausdehnende Land. Die Achsen des Schlosses werden über den Park hinaus in die Unendlichkeit weitergeführt, und diese stille traumhafte Insel wird aufgenommen in die Flucht der sich ins Kosmische weitenden Landschaft. Unten am Hang flackert der Park noch einmal in zwei kleinen Hügeln auf, dem sogenannten Hasengarten.(…)“

Der Baukörper des Herzoglich Ratiborschen Schlosses bestand aus einem deutlich größeren dreistufigen Hauptgebäude, ausgerichtet in der West-Ost-Achse, und einem Nebengebäude, das rechtwinklig an der Ecke des östlichen Flügels angebaut worden war. Der etwa zwölf bis 15 Meter hohe Mittelteil des Hauptgebäudes wurde als vorspringender turmartiger Risalit errichtet. Dort waren vier Fensterreihen und oberhalb drei Okuli angebracht. Die beiden niedrigeren Flügel hatten je zwei Fensterreihen. Das Hauptgebäude war mit einem in drei Ebenen gegliederten Flachdach versehen. Rund um das verkröpfte Dachgesims verlief eine Mauer mit Senkscharten und acht Wehrtürmchen an den Dachecken. Das Nebengebäude war nach der Nord-Süd-Achse ausgerichtet. Es war ein unterkellertes zweistöckiges Wohngebäude mit sieben Fenstervertikalen, einem Haupteingang mit Treppe und einem Seiteneingang. Die Fassade war glatt verputzt. Oberhalb am Dach befand sich eine Mauer mit sieben Senkscharten.
Um 1936 war der Oberamtmann Harhoff Pächter auf Lubowitz. Nach dem Jahr 1938 wurden die Innenräume des Schlosses an die Deutsche Eichendorff-Stiftung in Oppeln verpachtet. Am 26. November 1940, dem 83. Todestag von Joseph von Eichendorff, wurde in Anwesenheit des Herzogs Victor III. von Ratibor im Festsaal des Schlosses eine Gedenkstätte eröffnet. Neben den Gaben des Deutschen Eichendorff-Museums in Neisse, die dessen Direktor Willibald Köhler überreichte, wurden zwei Bildnisse der Eltern des Dichters, gemalt von dem Bildnisrestaurator Lucas Mrzyglod aufgestellt. Dazu kam eine Eichendorffbüste aus Bronze des Bildhauers Leopold Hohl. Im Festsaal wurden Schautische mit Erstausgaben, Faksimiles und Plaketten aufgestellt. Am Eingang wurde eine Gedenktafel aus Eisenguss mit der Inschrift „Geburtshaus des Dichters Joseph Freiherr von Eichendorff, geb. 10.3.1788 Lubowitz, gest. 26.11.1857 Neisse. Eichendorff-Gedenkstätte ausgebaut 1939–40“ angebracht.

### Nach Kriegsende
„SCHLOSS LUBOWITZ, wo am 10. März 1788 Joseph Freiherr von Eichendorff geboren wurde, ist seit dem Ende des Zweiten Weltkriges eine Ruine, die mehr und mehr vom Schloßpark überwuchert wird. Eine hier stationierte Batterie hatte das Feuer der Roten Armee auf diesen strategisch wichtigen Punkt gelenkt. (…)“

Als sich die Front näherte, richtete eine Einheit der Wehrmacht eine Stellung auf der Anhöhe am Schloss ein. Beim Bombardement durch die sowjetische Artillerie wurde der Gebäudekomplex völlig zerstört und brannte nieder. Die Ruine wurde als herrenlos über vier Jahrzehnte der Witterung und dem Verfall überlassen. Die alten Bäume im Schlosspark wurden in den Jahren 1946/47 abgeholzt. Die ehemalige Parkanlage war von Wildwuchs und Unkraut überwuchert. In der Nähe wurde eine Sandgrube eingerichtet.
Horst Bienek reiste im Mai 1987 nach Schlesien und schrieb über die Schlossruine:

„Wir stehen erst einmal vor einem Waldstück. Es ist der alte Park, der nach Kriegsende abgeholzt wurde und dann wild gewachsen ist, und wir müssen uns geradezu durchs Dickicht schlagen. Birken sind es vor allem und junge wilde Ahornbäume, in deren Blättern das Licht zittert. Die Ruine ist tief im Wald versteckt.
Und auf einmal bricht das alte Gemäuer aus dem Grün hervor, verwittertes Ziegelwerk, nicht sehr hoch, der Putz abgeschlagen, nur hier und da läßt ein schöner Rundbogen, das Fragment eines Gewölbes, der Rest eines Torbogens etwas von der alten Pracht ahnen. Weiter hinten ragt sogar eine zweistöckige Mauer auf, mit leeren Fensterhöhlen, in den Ritzen wuchern Sträucher, Brombeer-Ranken, wilder Jasmin. Eine grüne Eidechse sonnt sich auf der Mauer. Die ursprüngliche Schloßanlage ist anhand der Mauerfragmente nur noch zu ahnen. Nach dem Brand wurde geplündert, und die Bauern der Umgebung haben sich hier Ziegel geholt, um ihre Häuser zu reparieren. Die Schloßallee ist ganz zugewachsen.
Das ist nicht das melancholische Bild von Werden und Vergehen, nicht die bildhafte Romantik einer Ruine, sondern die brutale Zerstörung durch den Menschen. Merkwürdig, hier spürt man noch den Krieg. Es ist Mai, und es ist kalt.“

Ein neuer Ansatz fand erst nach dem Besuch von Helmut Kohl in der Dritten Polnischen Republik im November 1989 statt.

## Schlossruine

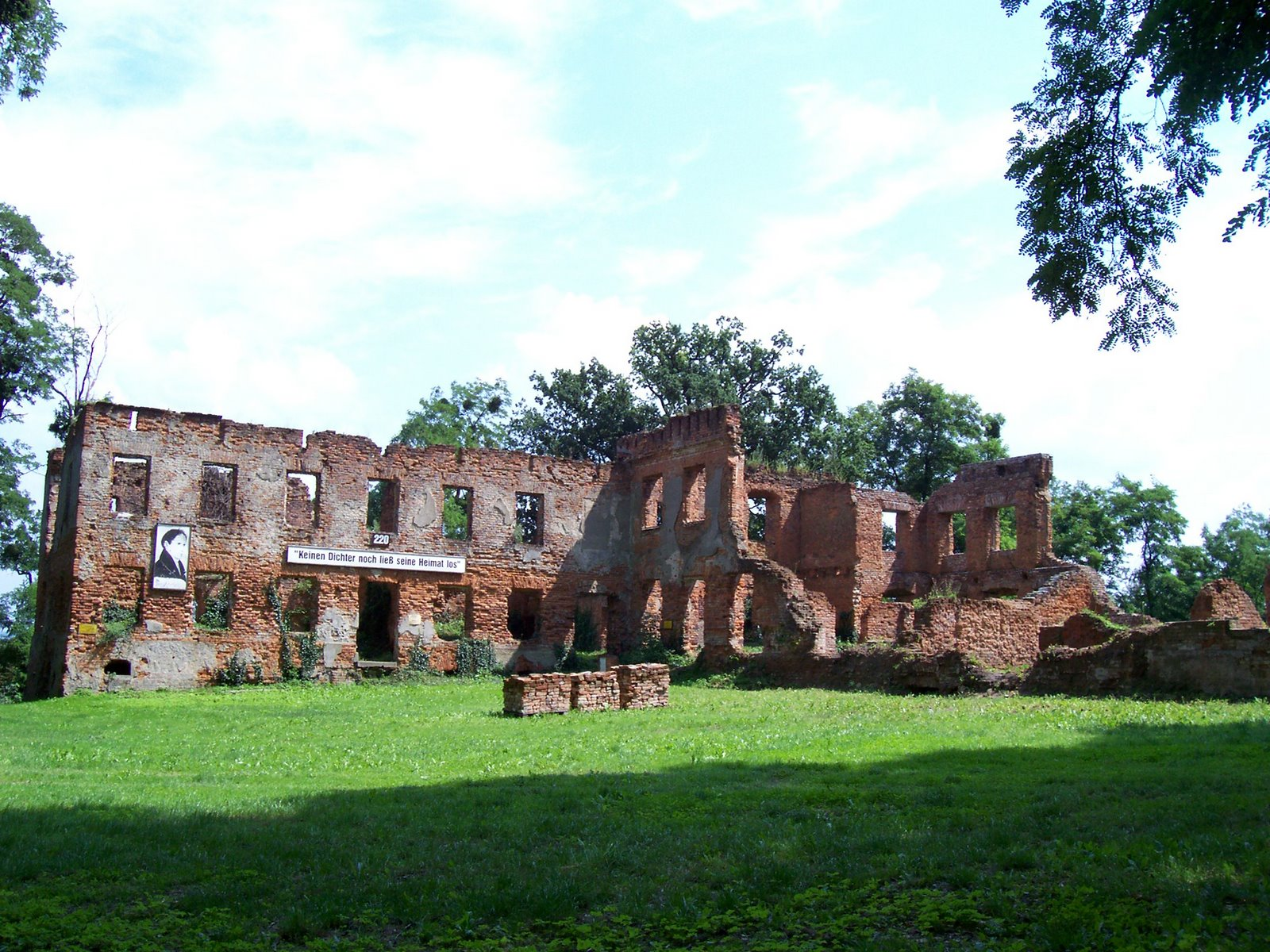
Ruine des Schlosses Lubowitz (2008)

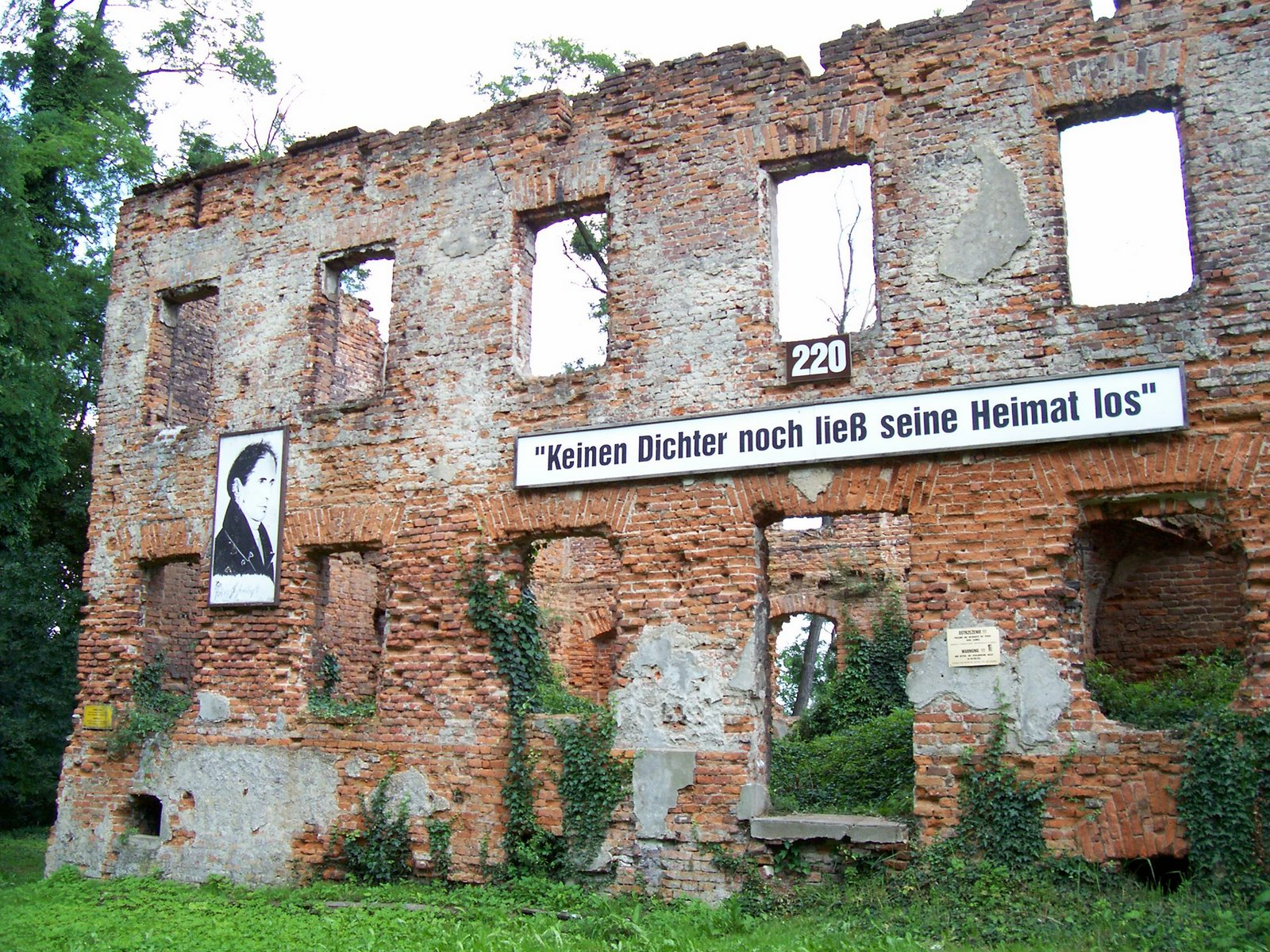
Zustand der Schlossruine (Nebenhaus) im Jahr 2008

Bei der Begegnung des Bundeskanzlers Helmut Kohl mit dem polnischen Premier Tadeusz Mazowiecki am 14. November 1989 wurde vereinbart, die Geburtsstätten von Joseph von Eichendorff in Lubowitz, Gerhart Hauptmann in Agnetendorf und Helmuth James Graf von Moltke in Kreisau auszubauen. Im Jahr 1989 wurde in Lubowitz auf Initiative der deutschen Minderheit der Eichendorff-Verein gegründet. Das Ziel des Vereins war, Objekte, Dokumente und Andenken, die in Verbindung mit Joseph von Eichendorff stehen, zu betreuen.
Durch den ehrenamtlichen Einsatz und mit mehrmonatigem Zeitaufwand wurden die Trümmer und der Bauschutt an der Ruine nach etwa 44 Jahren entfernt und das Gelände der ehemaligen Eichendorffschen Parkanlage als Rasenfläche instand gesetzt. Auf dem Lubowitzer Friedhof wurden die Eichendorffschen Grabstätten in Ordnung gebracht. Anschließend erwarb der Verein angrenzende Grundstücke mit einer Fläche von 3,5 Hektar, die vormals im Besitz von Adolph von Eichendorff waren. An der Fassade des ehemaligen Nebengebäudes wurde eine Replik mit dem Rechtsprofil von Joseph von Eichendorff und oberhalb der Türöffnung der Schriftzug „Keinen Dichter noch ließ seine Heimat los“, ein Zitat aus Eichendorffs Roman Dichter und ihre Gesellen, angebracht.
Im Jahr 1999 wurde das Oberschlesische Eichendorff-Kultur- und -Begegnungszentrum (OEKB) gegründet, das den gesamten Geländekomplex samt der Ruine vom Eichendorff-Verein übernahm. Bei der Eröffnung des Kulturzentrums des OEKB am 12. Juli 2000 nahm der Aussiedlerbeauftragte der Bundesregierung Jochen Welt teil. Thomas Gottschalk, dessen Eltern in Schlesien geboren wurden, nahm bei der Veranstaltung am 12. Juli 2000 teil, hielt eine Ansprache und übergab eine Spende. Im Haupthaus des OEKB befinden sich zwei Konferenzsäle und 24 Gästezimmer mit 54 Betten. In dem Schulungsgebäude sind drei Schulungsräume und ein Computerraum eingerichtet. In Lubowitz wurde in einem Haus in der Straße Zamkowa die Gedenkstätte des Dichters Joseph Freiherr von Eichendorff – Lubowitz (Izba pamięci poety barona von Eichendorffa – Łubowice) eingerichtet.
Zum Anlass des 222. Geburtstags von Joseph von Eichendorff im März 2010 reisten Ute und Georg Michael Freiherr von Eichendorff Graf Strachwitz (* 1940 in Hünern bei Ohlau, Niederschlesien) von Nordrhein-Westfalen in Lubowitz an.
Seit vielen Jahren wirbt das Oberschlesische Eichendorff-Kultur- und -Begegnungszentrum in Lubowitz für den Wiederaufbau des Schlosses. Mit dem Aufsatz „Ein Denkmal sollte nicht erfunden werden. Die Ruine in Lubowitz ist die des Herzoglich Ratiborschen Schlosses, nicht die von Eichendorffs Geburtshaus“ stellte Franz Heiduk den Wiederaufbau eines Objektes im Tudorstil in Frage. Eine Alternative wäre, die Ruine im jetzigen Zustand als ein Mahnmal des Krieges, wie in Berlin und Hiroshima, zu belassen.
Die bisherigen Initiativen beziehen sich auf die Geburtsstätte von Joseph von Eichendorff allein.
Sein älterer Bruder Wilhelm schrieb rund 40 Dichtungen, darunter Kanzonen, Romanzen und Sonette nieder. Seit 1813 war er kaiserlich-königlicher Kreiskommissar in Oberitalien, Kreishauptmann in Trient und Gubernialrat in Cisleithanien. Die jüngste Schwester Luise war über Jahrzehnte hinweg eine vertraute Brieffreundin von Adalbert Stifter.

## Bekannte Bewohner
- Joseph von Eichendorff (1788–1857), deutscher Dichterjurist der Spätromantik, preußischer Staatsbeamter
- Luise von Eichendorff (1804–1883), Schwester der Dichterjuristen Joseph und Wilhelm von Eichendorff
- Wilhelm von Eichendorff (1786–1849), deutscher Dichterjurist, österreichischer Staatsbeamter (k. k.)